# الدرويش علي
الدرويش علي (المتوفى 1084 هـ / 1673 م) هو خطاط عثماني. كان إمام الخط في الأستانة، كتب أربعين مصحفًا، وأجاد التذهيب. كما حسّن بعض أشكال حروف خط النسخ وذلك بتهذيبها وترشيق قوامها. أجاز ممّن عاصره، ومن تلاميذه المعروفين الحافظ عثمان ومصطفى الأيّوبي.